# Железничка станица Винарци
Железничка станица Винарци је једна од станица на прузи Ниш-Прешево. Налази се у насељу Винарце у граду Лесковцу. Пруга се наставља ка Лесковцу у једном и Печењевцу у другом смеру. Железничка станица Печењевце састоји се из 3 колосека.